# Manuel Buj García
Manuel Buj García (Barcelona, 14 d'agost de 1909 - Barcelona, 6 de maig de 1996) fou un futbolista català de la dècada de 1930.

## Trajectòria
Sempre fou amateur. Mai va cobrar en una època en la qual el futbol ja era professional. Des dels 14 anys va treballar a l'empresa Fabra i Coats, fet que li impedí dedicar-se al futbol de forma exclusiva. Començà jugant d'extrem i més tard se situà com a davanter centre. Inicià la seva carrera al CD Filatures, UE Sant Andreu i al RCD Espanyol la temporada 1927-28. La següent temporada fitxà pel FC Barcelona, però disputà majoritàriament partits no oficials. També va jugar a l'Iluro SC de Mataró, al Vic FC entre 1934 i 1936 i al CE Sabadell durant la Guerra Civil. Durant els anys 1950 fou entrenador del CD Fabra i Coats.